# Erioptera (Erioptera) uliginosa
Erioptera (Erioptera) uliginosa is een tweevleugelige uit de familie steltmuggen (Limoniidae). De soort komt voor in het Nearctisch gebied.